# Ryan Wilson (Eishockeyspieler)
Ryan Wilson (* 3. Februar 1987 in Windsor, Ontario) ist ein ehemaliger kanadischer Eishockeyspieler, der im Verlauf seiner aktiven Karriere zwischen 2003 und 2020 unter anderem 238 Spiele für die Colorado Avalanche in der National Hockey League (NHL) auf der Position des Verteidigers bestritten hat.

## Karriere
Ryan Wilson begann seine Karriere als Eishockeyspieler in der kanadischen Juniorenliga Ontario Hockey League, in der er von 2003 bis 2008 für die Toronto St. Michael’s Majors und Sarnia Sting aktiv war. In den Spielzeiten 2006/07 und 2007/08 war der Verteidiger mit 75 bzw. 71 Scorerpunkten erfolgreichster Abwehrspieler der Liga. Nach Abschluss der Saison 2007/08 wurde Wilson mit der Nominierung ins Third All-Star Team belohnt.
Am 1. Juli 2008 erhielt der Verteidiger als Free Agent einen Vertrag bei den Calgary Flames ohne vorher je gedraftet worden zu sein. Für das Farmteam Calgarys, die Quad City Flames aus der American Hockey League, spielte er in der Saison 2008/09 ausschließlich, ehe er am 4. März 2009 zusammen mit Lawrence Nycholat und einem Zweitrunden-Wahlrecht im Tausch für Jordan Leopold an die Colorado Avalanche abgegeben wurde. In deren AHL-Farmteam Lake Erie Monsters beendete er die Spielzeit. Nachdem er auch die Saison 2009/10 bei den Lake Erie Monsters begonnen hatte, wurde der Kanadier in den Kader der Colorado Avalanche berufen, für die er am 15. Oktober 2009 im Spiel bei den Montréal Canadiens sein Debüt in der National Hockey League gab. Nachdem er sich im NHL-Aufgebot der Avalanche etabliert hatte, folgte eine Reihe von Verletzungen, aufgrund derer er in den Spielzeiten 2012/13 bis 2014/15 nur 48 Pflichtspiele absolvieren konnte. Nach Ende der Spielzeit 2014/15 wurde sein auslaufender Vertrag daher nicht verlängert, sodass er sich im September 2015 probeweise (professional tryout contract) den Calgary Flames anschloss. Dort wurde er allerdings nicht übernommen.
Im November 2015 wurde Wilson von Ak Bars Kasan aus der Kontinentalen Hockey-Liga bis zum Saisonende verpflichtet. Dort verbrachte er eine Saison, ehe er im September 2016 vom HC Lugano aus der Schweizer National League A (NLA) unter Vertrag genommen. Nachdem der Kanadier dort keine Anschlussvertrag erhalten hatte, dauerte es bis zum November 2017, bis er in KalPa Kuopio aus der finnischen Liiga einen neuen Arbeitgeber fand. Mit dem finnischen Traditionsklub, für den er bis zu seinem Karriereende im Sommer 2002 auflief, gewann Wilson zum Jahresabschluss 2018 den Spengler Cup.

## Erfolge und Auszeichnungen
- 2004 Goldmedaille bei der World U-17 Hockey Challenge
- 2004 Goldmedaille beim Nations Cup
- 2008 OHL Third All-Star Team
- 2018 Spengler-Cup-Gewinn mit KalPa Kuopio

## Karrierestatistik

### International
Vertrat Kanada bei:
- World U-17 Hockey Challenge 2004
- Nations Cup 2004

(Legende zur Spielerstatistik: Sp oder GP = absolvierte Spiele; T oder G = erzielte Tore; V oder A = erzielte Assists; Pkt oder Pts = erzielte Scorerpunkte; SM oder PIM = erhaltene Strafminuten; +/− = Plus/Minus-Bilanz; PP = erzielte Überzahltore; SH = erzielte Unterzahltore; GW = erzielte Siegtore; 1 Play-downs/Relegation; Kursiv: Statistik nicht vollständig)